# Gonolobus pubescens
Gonolobus pubescens là một loài thực vật có hoa trong họ La bố ma. Loài này được Griseb. mô tả khoa học đầu tiên năm 1862.